# Афричка златна мачка
Афричка златна мачка (лат. Caracal aurata), врста мачке (Felidae) средње величине, која живи у прашумама у екваторијалној Африци. У прошлости је била сврстана у род Profelis, а сада у род Caracal.

## Распрострањеност
Афричка златна мачка живи у прашумама екваторијалне Африке: у Сенегалу, Нигерији, Нигеру, Конгу, Демократској Републици Конгу и Руанди, а најјужније живи у Анголи. Штети јој негативно деловање човека, нпр. смањивањем површина прашума.

## Опис
Има тежину од 11 до 14 кг. Дужина тела је од 60 до 102 цм, уз додатак 16-46 цм дужине репа. Висина је од 38 до 51 цм.
Афричка златна мачка је око два пута већа од домаће мачке. То је снажна мачка, дугих ногу. Јавља се у две основне боје: сивој и златној. Трбух, врат, брада и образи су увијек светлији од остатка тела. Могу бити и беле боје. Реп је тамнији и завршава црним врхом. Око 4% популације је потпуно црно. У западној Африци, могу имати мрље на цијелом телу или само на леђима, ногама и врату.

## Размножавање
У заточеништву, трудноћа траје 75-78 дана, окоти једног или два мачића, који расту брзо и већ су одбијени од сисе са 6 недеља старости. Сполно су зрели с око 18 месеци. Живе до 15 година.
Активни су ловци. Лако се могу попети. Лове глодаре и птице, такође могу ухватити мале антилопу, понекад лове мале мајмуне. Према неким изворима, чак нападају стоку и перад.
Постоје две подврсте:
- P. a. aurata Temminck, 1827
- P. a. cottoni Lydekker, 1907